# Capilla del Palacio de St. James
La capilla real del Palacio de Saint James es una lugar de culto anglicano situado en esa histórica residencia real.

## Historia
La construcción de la capilla surgió como parte de la construcción del Palacio de Saint James por parte de Enrique VIII en 1538.
Desde la segunda mitad del siglo XVII, la capilla se convirtió en una suerte iglesia de corte en que se celebraban bautismos, confirmaciones y matrimonios de la familia real inglesa hasta nuestros días. Esta situación se consolidó al convertirse el palacio en sede de la corte inglesa tras el incendio del palacio de Whitehall en 1698.
A mediados del siglo XIX la capilla vivió una época de esplendor. En la capilla se celebraría el 10 de febrero de 1840 el matrimonio de la reina Victoria con el príncipe Alberto de Sajonia-Coburgo-Gotha. Este matrimonio fue el primero de un soberano inglés en la capilla.

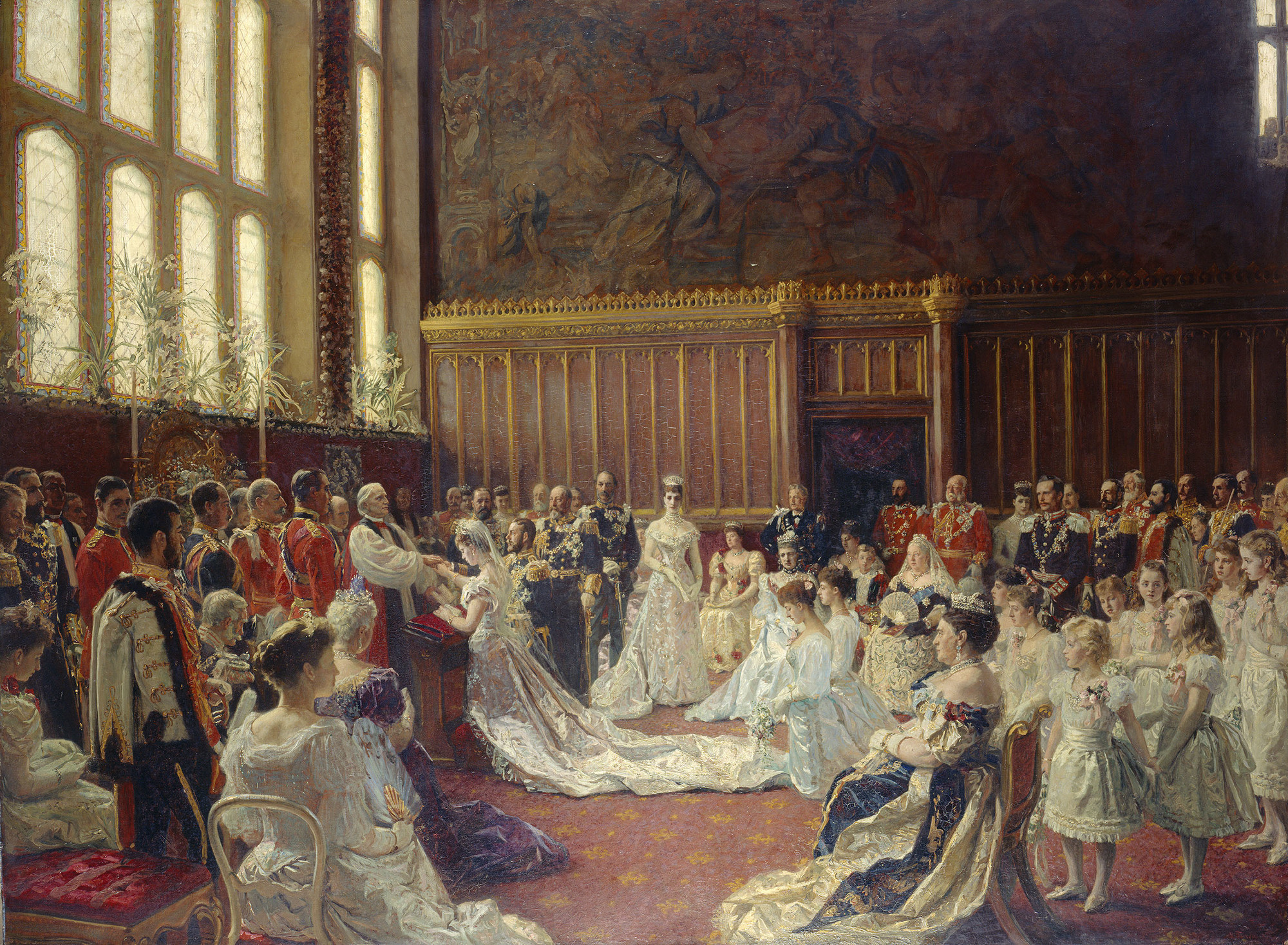
La boda de Jorge, duque de York y la princesa María de Teck en 1892 celebrado en la capilla. (óleo de Laurits Tuxen, 1894)

A finales del siglo XIX, en 1892, se convirtió en escenario de la boda del entonces príncipe Jorge, duque de York (futuro Jorge V) con la princesa María de Teck.

## Descripción
Se trata de un espacio de planta rectangular, cuyo lado más largo (18,8 metros) corresponde con el eje norte y sur. La capilla cuenta con una altura correspondiente a la totalidad de la altura del palacio.
La cabecera de la capilla se encuentra en su testero norte, en la parte superior de cuyo muro se encuentran diferentes vidrieras de estilo gótico.
La parte inferior del muro se encuentra revestida de un alto zócalo de madera. 
El espacio interior de la capilla se corona con un artesonado de estilo tudor, decorado ricamente según diseño del pintor Hans Holbein.

## Galería

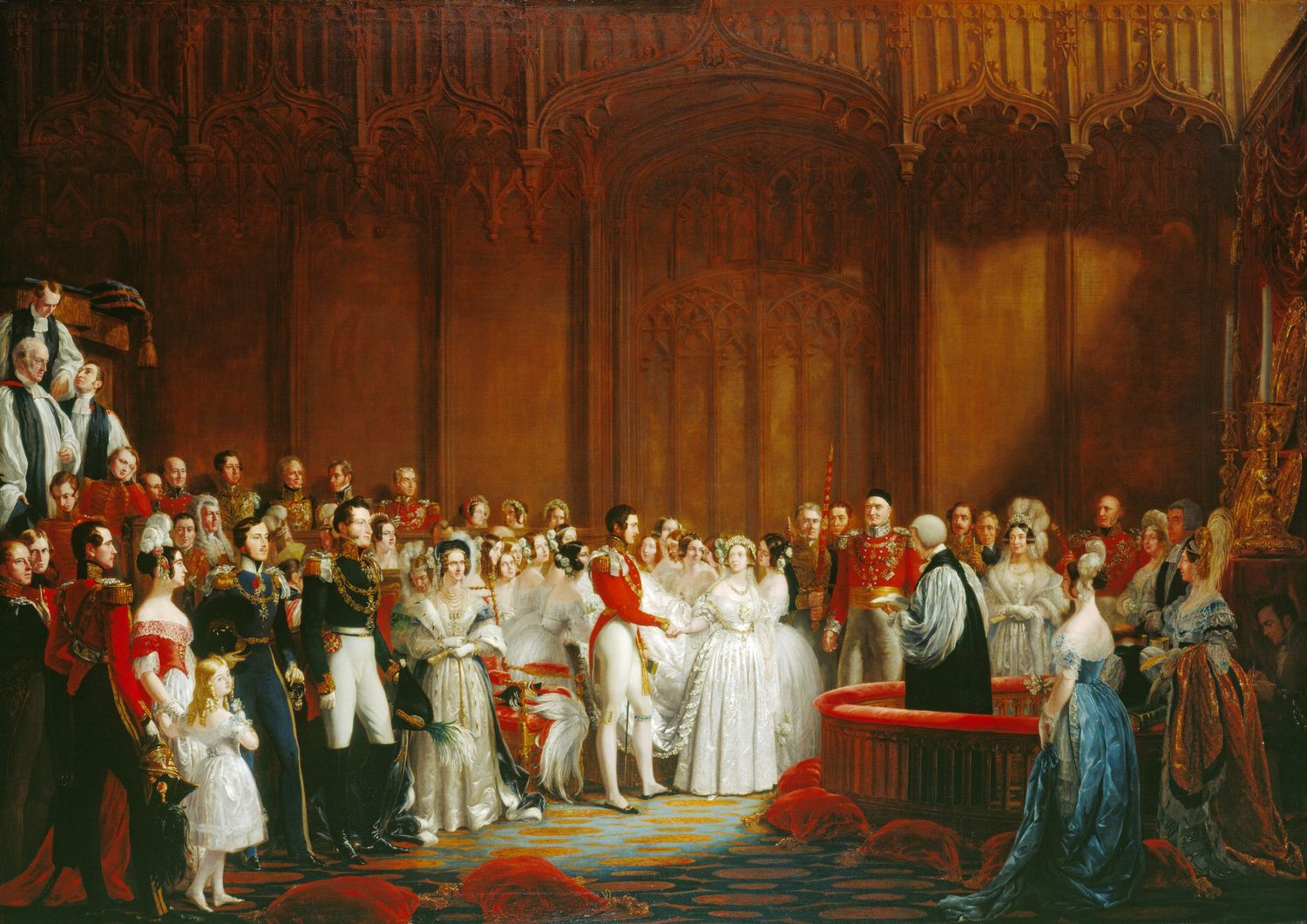
La boda de la reina Victoria en la capilla en 1840. (óleo de George Hayter)
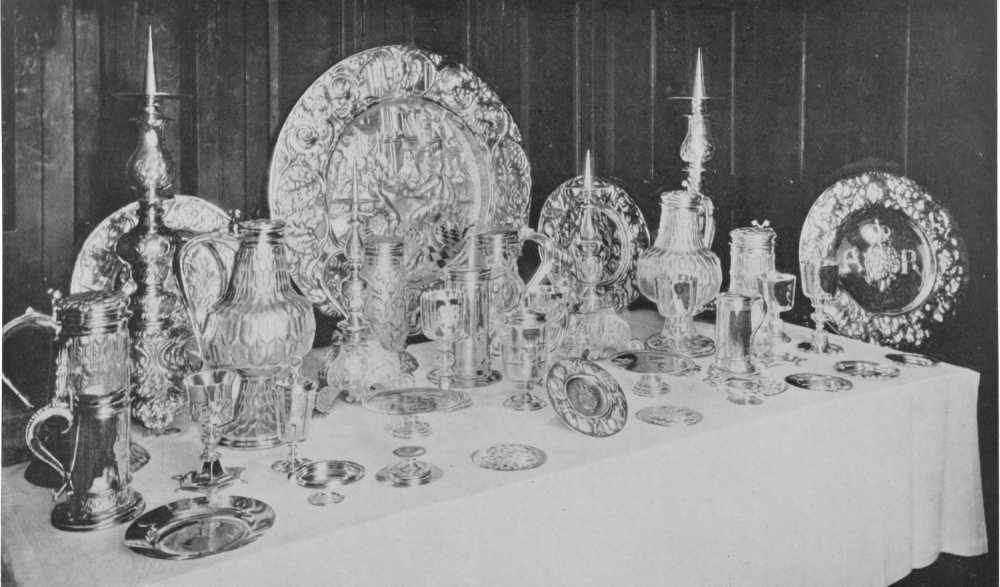
Los platos de comunión del altar de la capilla (1925)